# René Spies
René Spies (* 5. Juli 1973 in Winterberg) ist ein ehemaliger deutscher Bobpilot und heutiger -trainer.

## Werdegang
Spies machte sein Abitur am Geschwister-Scholl-Gymnasium (Winterberg). Die größten Erfolge des seit 1991 aktiven Spies waren die Junioren-Weltmeisterschaft in den Jahren 1994, 1995 und 1999 (jeweils im Zweierbob), der Sieg im Gesamt-Weltcup für Zweierbobs 2001 und die Europameisterschaft im Zweierbob 2003 gemeinsam mit Marco Jakobs. In den Jahren 2001 und 2005 wurde er deutscher Zweierbob-Meister, bei den Olympischen Winterspielen 2002 in Salt Lake City Sechster im Zweierbob. 2006 gewann er die Viererbob-Meisterschaft, bevor er sechs Wochen später in derselben Disziplin den fünften Platz bei den Olympischen Spielen in Turin holte. René Spies startete für den BSC Winterberg. Kurz vor Beginn der Saison 2007/08 beendete er nach einem erneuten Aufbrechen einer Oberschenkelverletzung, die ihn schon länger behindert hatte, seine aktive Karriere.
Im Anschluss war Spies zunächst Assistent von Bundestrainer Christoph Langen. Im April 2016 wurde er dessen Nachfolger als Bundestrainer.